# Conflictes sexuals
Conflictes sexuals (títol original en anglès, The Battle of the Sexes) és una pel·lícula de comèdia britànica en blanc i negre de 1959 protagonitzada per Peter Sellers, Robert Morley i Constance Cummings, i dirigida per Charles Crichton. Basada en el conte "The Catbird Seat" de James Thurber, va ser adaptada per Monja Danischewsky. Un tímid comptable d'una empresa de teixits de Tweed escocès supera amb intel·ligència un descarat expert estatunidenc modern les idees del qual amenacen la seva forma de vida. S'ha doblat i subtitulat al català.